# Запорожский, Иван Николаевич
Ива́н Никола́евич Запоро́жский (5 июля 1916, Серпокрылово, Саратовская губерния — 1949, Ростов-на-Дону) — подполковник Советской Армии, участник Великой Отечественной войны, Герой Советского Союза (1945).

## Биография
Родился 5 июля 1916 года в селе Серпокрылово (ныне — Камышинский район Волгоградской области).
Окончил восемь классов школы, после чего работал слесарем в машинно-тракторной станции.
В 1935 году Запорожский был призван на службу в Рабоче-крестьянскую Красную Армию. Окончил курсы младших лейтенантов, в 1940 году — Краснодарское пехотное училище. С октября 1941 года — на фронтах Великой Отечественной войны. Принимал участие в боях на Южном, Юго-Западном, Сталинградском, Донском, 4-м и 3-м Украинском, 1-м и 3-м Белорусском фронтах, 6 раз был ранен. В 1942 году окончил краткосрочные курсы командиров батальонов. В боях под Харьковом попал в плен, но вскоре бежал оттуда. Участвовал в Сталинградской битве, освобождении Украинской и Белорусской ССР, Польши, боях в Восточной Пруссии. К июню 1944 года гвардии майор Иван Запорожский командовал 152-м гвардейским стрелковым полком 50-й гвардейской стрелковой дивизии 28-й армии 1-го Белорусского фронта. Отличился во время освобождения Гомельской области Белорусской ССР.
24 июня 1944 года полк Запорожского прорвал немецкую оборону к югу от Паричей и переправился через Птичь, способствовав вводу в прорыв кавалерийских, механизированных и бронетанковых частей. Полк активно участвовал в освобождении Слуцка и Бреста, спас от угона в Германию 2,5 тысячи советских граждан, нанёс немецким войскам большие потери в живой силе и боевой технике.
Указом Президиума Верховного Совета СССР от 24 марта 1945 года за «образцовое выполнение боевых заданий командования на фронте борьбы с немецкими захватчиками и проявленные при этом мужество и героизм» гвардии подполковник Иван Запорожский был удостоен высокого звания Героя Советского Союза с вручением ордена Ленина и медали «Золотая Звезда» за номером 5927.
После окончания войны Запорожский продолжил службу в Советской Армии. Учился в Военной академии имени Фрунзе. С июня 1947 года был Красносулинским районным военным комиссаром Северо-Кавказского военного округа. В январе 1948 года в звании подполковника Запорожский был уволен в запас.
Проживал в Камышине, работал снабженцем. Трагически погиб в 1949 году в Ростове-на-Дону.
Был также награждён орденами Красного Знамени и Александра Невского, рядом медалей.